# أسنان النمر (رواية توم كلانسي)
أسنان النمر The Teeth of the Tiger هي رواية إثارة للكاتب الأمريكي توم كلانسي وصدرت في 11 أغسطس 2003.
ظهرت الرواية لأول مرة في المرتبة الأولى في قائمة أفضل الكتب مبيعًا في نيويورك تايمز ،  وسيصبح آخر رواية منفردة لكلانسي قبل انقطاع لمدة سبع سنوات عن كتابة الرواية.

## القصة
تدور الأحداث في عالم ما بعد 11 سبتمبر، وهو أول رواية تتناول وكالة «الكامبوس» وهي وكالة استخبارات سرية أنشأها الرئيس جاك رايان قبل نهاية فترة ولايته كرئيس للولايات المتحدة. ورغم أن جاك رايان لا يظهر في الرواية، فإن ابنه جاك رايان جونيور، وكذلك أبناء أخيه دومينيك وبرايان كاروسو، بصفتهم عملاء للكامبوس.